# Dickersbach (Eitorf)
Dickersbach war eine Ortschaft in der Gemeinde Eitorf im Rhein-Sieg-Kreis. Sie bildet heute den südlichen Teil von Rodder.

## Lage
Dickersbach liegt auf dem Leuscheid am Fuße des Hohen Schadens, an dem auch der namensgebende Bach entspringt. Nachbarort ist der Rodderer Ortsteil Hecke, ansonsten grenzt der Ort an den Staatsforst Neunkirchen-Seelscheid an.

## Geschichte
1830 war Dickersbach ein Hof mit neun Bewohnern.
1845 hatte das Gehöft 22 katholische Einwohner in vier Häusern.
1888 hatte Dickersbach 21 Bewohner in vier Häusern.
1925 waren in dem Weiler die Haushalte Ackerin und Witwe von Peter Bohlscheid, Ackerin und Witwe von Johannes Henders und Fabrikarbeiter Anton Rösgen verzeichnet.